# Roccaspinalveti
Roccaspinalveti är en ort och kommun i provinsen Chieti i regionen Abruzzo i Italien. Kommunen hade 1 260 invånare (2018).